# Katanske, Velîka Pîsarivka
Katanske (în ucraineană Катанське) este localitatea de reședință a comunei Katanske din raionul Velîka Pîsarivka, regiunea Sumî, Ucraina.

## Demografie
Componența lingvistică a localității Katanske
     Rusă (80,36%)
     Ucraineană (19,25%)
     Alte limbi (0,2%)
Conform recensământului din 2001, majoritatea populației localității Katanske era vorbitoare de rusă (80,36%), existând în minoritate și vorbitori de ucraineană (19,25%).